# Relaxina
A relaxina é um hormônio produzido pelo corpo lúteo e pela placenta.
Ela produz um amolecimento das articulações pélvicas e das suas cápsulas articulares, o que dá a flexibilidade necessária para o parto, pois provoca o remodelamento do tecido conjuntivo, o que diminui a união dos ossos da pelve e alarga o canal de passagem do feto. Tem ação importante no útero, por distendê-lo a medida que o bebê cresce.